# Ernst von Harnack

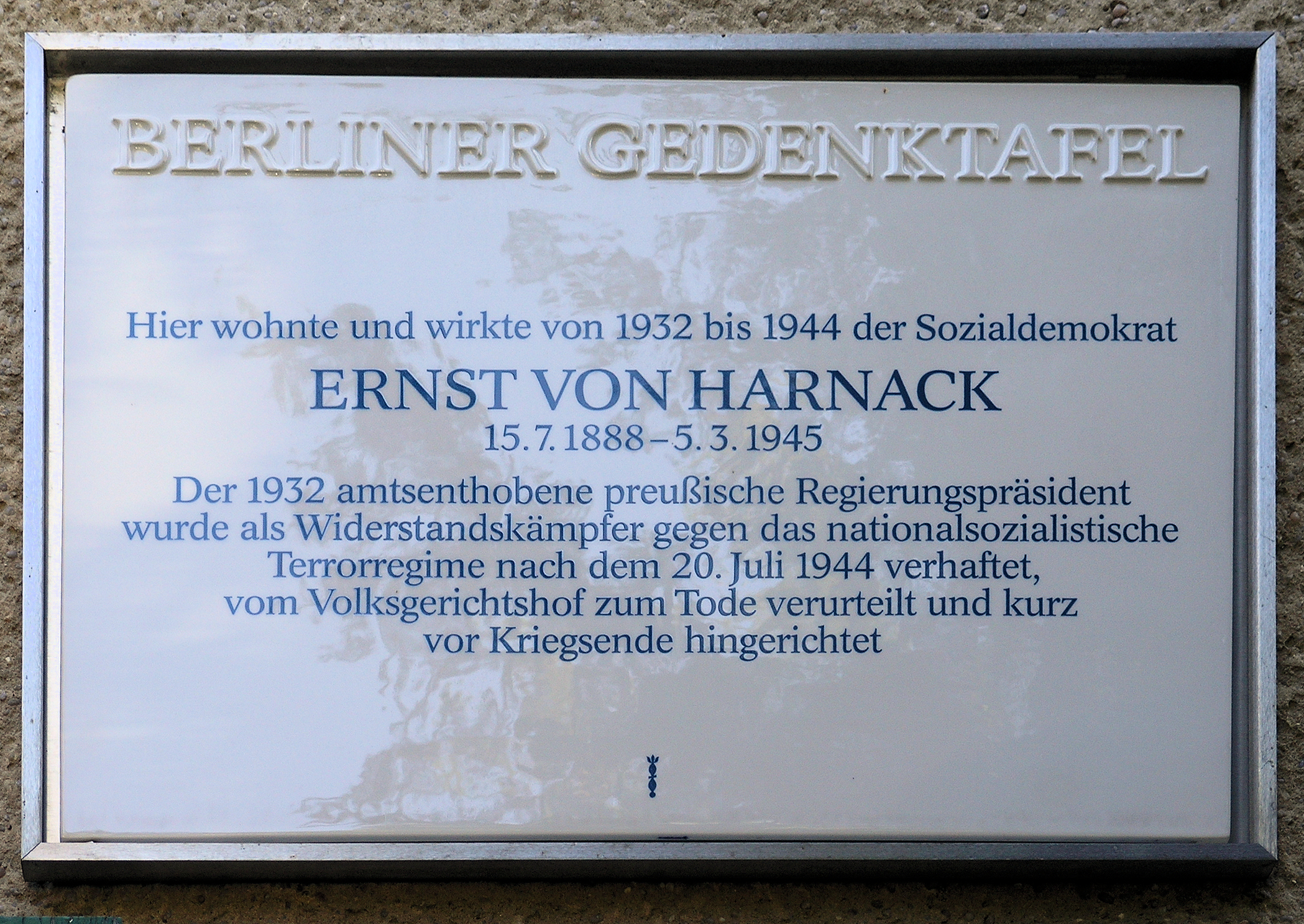
Targa commemorativa col suo nome

Ernst von Harnack (Marburg, 15 luglio 1888 – Prigione di Plötzensee, 5 marzo 1945) è stato un politico tedesco, uno dei membri del complotto del 20 luglio 1944 per assassinare Adolf Hitler.

## Biografia
Ernst era figlio del teologo Adolf e di Amalie Thiersch, nipote del chimico Justus von Liebig.
Dopo il colpo di stato (Preußenschlag) del presidente Paul von Hindenburg e del cancelliere Franz von Papen del 20 luglio 1932 si ritirò dalla vita politica.
Accusato di aver attivamente partecipato al complotto del 20 luglio, von Harnack fu subito arrestato dalla Gestapo e fu ucciso nel marzo 1945 nella prigione di Plötzensee. Fu sepolto in un luogo sconosciuto, ma successivamente la famiglia ha posto il suo nome sulla tomba familiare nel cimitero di Berlino.